# Abrodictyum cumingii
Espèce
Répartition géographique
Abrodictyum cumingii est une espèce de fougères de la famille des Hyménophyllacées.
Nom chinois : 长片蕨

## Description
En plus des caractéristiques du genre, le limbe des frondes est divisé 4 ou 5 fois, il est quasiment réduit aux nervures avec une membrane de trois cellules au plus, l'indusie se présente sous forme d'une cupule campanulées sessile et pédicellée, se développant aux divisions du limbe, la longueur de la pointe filiforme portant les sporanges cupuliformes est de l'ordre du triple de celle de l'indusie.
L'espèce, comme celles du genre, compte 33 paires de chromosomes.

## Distribution
Abrodictyum cumingii est une espèce épiphyte (principalement de fougères arborescentes) qui se trouve aux Philippines (Luçon, Moluques) mais aussi à Taïwan.

## Historique et position taxinomique
Cette espèce est dédiée à Hugh Cuming, qui l'a collectée lors de son troisième voyage, à l'île de Luçon.
L'espèce a été choisie par Karel Bořivoj Presl en 1843 comme espèce type du genre Abrodictyum.
En 1861, Roelof Benjamin van den Bosch renomme le genre en Habrodictyon (il s'agit d'une correction orthographique non retenue par la suite) et conserve donc l'épithète spécifique de Presl.
En 1906, Carl Frederik Albert Christensen la place dans le genre Trichomanes. Il confirme par ailleurs la synonymie avec Trichomanes smithii Hook.
En 1933, Edwin Bingham Copeland la place dans le groupe Abrodictyum du genre Trichomanes. En 1938, il la replace dans le genre défini par Karel Bořivoj Presl, sa position actuelle.
En 1968, Conrad Vernon Morton la place dans la section Abrodictyum du sous-genre Trichomanes du genre Trichomanes.
En 1984, Kunio Iwatsuki la place dans le genre Cephalomanes.
Enfin, en 2066, Atsushi Ebihara, Jean-Yves Dubuisson, Kunio Iwatsuki, Sabine Hennequin et Motomi Ito, dans leur travail de révision des Hyménophyllacées, confirment la position de Copeland en la maintenant dans le genre Abrodictyum de Presl dont elle est l'espèce-type, et la placent dans le sous-genre Abrodictyum.
Il en résulte donc les synonymes suivants : 
- Cephalomanes cumingii (C.Presl) K.Iwats.
- Habrodictyon cumingii Bosch
- Trichomanes cumingii (C.Presl) C.Chr
- Trichomanes smithii Hook.